# Депутаду-Ирапуан-Пиньейру
Депутаду-Ирапуан-Пиньейру (порт. Deputado Irapuan Pinheiro) — муниципалитет в Бразилии, входит в штат Сеара. Составная часть мезорегиона Сертойнс-Сеаренсис. Входит в экономико-статистический микрорегион Сертан-ди-Сенадор-Помпеу. Население составляет 8670 человек на 2006 год. Занимает площадь 470,421 км². Плотность населения — 18,4 чел./км².

## Статистика
- Валовой внутренний продукт на 2003 составляет 20.168.134,00 реалов (данные: Бразильский институт географии и статистики).
- Валовой внутренний продукт на душу населения на 2003 составляет 2.361,89 реалов (данные: Бразильский институт географии и статистики).
- Индекс развития человеческого потенциала на 2000 составляет 0,600 (данные: Программа развития ООН).